# 茹越口
茹越口在山西省忻州市境，位于内长城的雁门关与平型关之间的结合部，战略地位十分重要。是雁门十八隘口之一。
《云中郡志》记载：五代唐末修茹越口，开左右道路。《应州续志》记载：五代唐末，帝诏应州修茹越口。故有认为“茹越”一名应来源于唐末，与当时的“处月”，即沙陀，为同名异字。峪口左侧山高1436米，右侧山高1317米。主峪从茹越口至果坪村，长约10公里，直达铁甲岭，通往繁峙县、代县。1937年9月时，这里是平型关战斗的正面战场之一。27日，茹越口战役中，驻守茹越口的是国军第6集团军第34军69师第203旅梁鉴堂部。梁鉴堂于9月28日阵亡。同日该地失守。

## 备注
1. ↑  果坪村是原属应县梨树坪乡的一个自然村，行政上现应属南泉乡榆东沟村。